# Línguas caucasianas do nordeste
As línguas caucasianas do nordeste, também chamadas caspianas ou nakho-daguestânicas, são uma família de línguas faladas na região do Cáucaso, principalmente na Rússia (Daguestão, Chechênia, Ingushetia), no norte do Azerbaijão e Georgia.
Os lingüistas as aparentam com as línguas caucasianas do noroeste.

## Classificação
- Línguas nakh ou norcaucasianas centrais:
  - Batsi
  - Línguas veinack ou checheno-ingush:
    - Checheno
    - Ingush
- Línguas daguestanis:
  - Línguas avar-andi ou daguestanis norocidentais:
    - Avar

  - Línguas andi:
    - Andi
    - Bagvalal
    - Botlikh
    - Chamalal
    - Godoberi
    - Karata
    - Tindi

- - Línguas tsez, dido ou daguestanis sul-ocidentais:[1]
    - Ocidentais:
      - Tsez (ou dido)
      - Hinukh 
      - Khwarshi

    - Orientais:
      - Bezhta
      - Hunzib

  - Língua lak:
    - Lak

  - Língua dargui ou daguestanis centrais:[2]
    - Dargwa
      - Chirag
      - Itsari
      - Kaytak
      - Kubachi

Obs: Segundo o site Ethnologue, Kaytak, Kubachi, Itsari e Chirag podem ser dialetos do Dargwa ou línguas separadas do Dargwa.
- - Línguas jinalugui:
    - Jinalugui

  - Línguas lezgui ou daguestanis sul-orientais:
    - Agul
    - Archi
    - Buduji
    - Krytsi
    - Lezgui
    - Rutul
    - Tabassarão
    - Tsajuri
    - Udi

## Lígações externas
- CIA - mapa lingüístico do Cáucaso
- Ethnologue: Línguas caucasianas do Norte e Nordeste